# Eugeen De Facq
Eugeen De Facq (Sint-Gillis-Dendermonde, 13 mei 1931 - Edegem, 24 november 1996) was een Belgisch volksvertegenwoordiger en senator.

## Levensloop
De Facq behaalde in 1954 het licentiaat in de toegepaste psychologie aan de Rijksuniversiteit Gent. In 1952-53 was hij voorzitter van KVHV-Gent en verspreidde er Groot-Nederlandse ideeën. Dat deed hij ook in Het Pennoen, het ledenblad van het Jeugdverbond der Lage Landen. Hij werd aan de Gentse Rijksuniversiteit werkleider in het laboratorium voor toegepaste psychologie en in het seminarie voor productiviteitsstudie.
Van 1961 tot 1971 doceerde hij aan de Sint-Ignatiushandelshogeschool in Antwerpen en aan de Vlerickschool in Gent. In 1964 werd hij codirecteur van een internationaal managementadviesbureau.
Van 1964 tot 1970 was hij gemeenteraadslid van Sint-Denijs-Westrem. In 1968 werd hij voor de Volksunie verkozen tot lid van de Kamer van volksvertegenwoordigers voor het arrondissement Brussel en vervulde dit mandaat tot in 1974. Van 1974 tot 1979 was hij lid van de Belgische Senaat, eerst provinciaal verkozen voor de provincie Oost-Vlaanderen, daarna gecoöpteerd. In de periode december 1971-december 1978 had hij als gevolg van het toen bestaande dubbelmandaat ook zitting in de Cultuurraad voor de Nederlandse Cultuurgemeenschap, die op 7 december 1971 werd geïnstalleerd en de verre voorloper is van het Vlaams Parlement. Hij situeerde zich binnen de centrumlinkse vleugel van de partij, de strekking-Hugo Schiltz, en onderhandelde mee het Egmontpact. In het parlement zette hij zich onder meer in voor de regionale verdeling van de fondsen voor wetenschappelijk onderzoek. 
Hij was vooral actief op het vlak van internationaal beleid en ontwikkelingssamenwerking. Van 1968 tot 1980 was hij lid van de Belgische delegatie op de Algemene Vergadering van de Verenigde Naties. Hij maakte in 1976 eveneens deel uit van de Belgische delegatie op de UNCTAD-conferentie in Nairobi.
In 1979 was hij adjunct-kabinetschef van Hector De Bruyne, minister van Buitenlandse Handel. Vervolgens was hij actief als adviseur van de regering, de Europese Gemeenschap, de Vlaamse Executieve en verschillende ondernemingen, voornamelijk over zaken met betrekking tot ontwikkelingslanden in Afrika en Azië. Van 1980 tot 1984 was hij ook mededirecteur van het Bureau voor Investeringspromotie en Industriële Ontwikkeling bij de VN.
In 1988 werd hij directeur van de Dienst Research & Development aan de Rijksuniversiteit Gent en later werd hij er coördinator van de dienst buitenlandse betrekkingen van de Faculteit Politieke en Sociale Wetenschappen. Hij maakte deel uit van de leiding van verschillende Vlaamse en internationale verenigingen, zoals het Vlaams Internationaal Centrum, de Vereniging voor de Verenigde Naties en de Vlaams-Arabische Vereniging.